# Wallerfangen
Wallerfangen (franska Vaudrevange) är en kommun i Landkreis Saarlouis i det tyska förbundslandet Saarland. Wallerfangen har cirka 9 000 invånare. Kommunen har elva Ortsteile: Bedersdorf, Düren, Gisingen, Ihn, Ittersdorf, Kerlingen, Leidingen, Oberlimberg, Rammelfangen, St. Barbara och Wallerfangen. Alla utom Oberlimberg var tidigare kommuner innan de uppgick i den nya kommunen Wallerfangen 1 januari 1974.